# マナ (ミュージシャン)
マナ（Mana、1979年12月26日 - ）は、フィンランドのミュージシャン、プロデューサーである。マルチプレイヤーとして様々なミュージシャンのアルバムの楽曲に参加している。2012年にロックバンド「ローディ」に加入し、ドラマーとして活動している。

## ディスコグラフィー
- Martti Servo: Sinisellä Sydämellä (2013) プロデュース